# Margarethe Ottillinger
Margarethe Anna Ottillinger (auch Ottilinger; * 6. Juni 1919 in Wien; † 30. November 1992 ebenda) war eine österreichische Beamtin und Managerin.

## Leben
Margarethe Ottillingers Eltern waren der Bäcker Anton Ottillinger aus Hadersdorf-Weidlingau (heute zu Wien-Penzing) und Theresia Smejda aus Steinbach (Mauerbach), wo Margarethe auch aufwuchs. Sie studierte an der damaligen Hochschule für Welthandel (heute Wirtschaftsuniversität) in Wien und wurde 1941 zur Doktorin der Handelswissenschaften promoviert. Nach Kriegsende arbeitete sie als Konsulentin beim österreichischen Bundesminister für Vermögenssicherung und Wirtschaftsplanung, Peter Krauland.
Am 5. November 1948 wurde Ottillinger an der alliierten Zonengrenze (Ennsbrücke) auf dem Weg nach Wien von sowjetischen Soldaten aus Kraulands Auto heraus verhaftet, wegen „Spionage“ zu 25 Jahren Haft verurteilt und verbrachte sieben Jahre in sowjetischen Gefängnissen. Ob es sich bei dieser Aufsehen erregenden Affäre um einen „Schuss vor den Bug“ des als sehr US-freundlich geltenden Ministers handelte oder ob dieser sogar selbst in die Affäre Ottillinger verwickelt war, wie der Journalist Beppo Beyerl 2006 andeutete, ist unklar.
1955 wurde Ottillinger schwerkrank aus der Haft entlassen und kehrte nach Österreich zurück, wo sie am 25. Juni in Wiener Neustadt eintraf. Das Bild, das sie auf einer Trage liegend zeigte, ging um die Welt. Noch im selben Jahr nahm sie ihre Tätigkeit in der Österreichischen Mineralölverwaltung (ÖMV AG) auf. Bereits 1956 wurde sie als einzige Frau in den Vorstand berufen und hatte diese Position bis zu ihrer Pensionierung 1982 inne.
Ottillinger organisierte 1968 die ersten Gaslieferungen aus der Sowjetunion über neue Pipelines nach Österreich, in das erste Gaszentrum Österreichs in Baumgarten, das nach Gasfunden in Weiden-Zwerndorf 1959 in Betrieb ging. Sie legte damit den Grundstein für eine der bis heute wichtigsten Erdgasdrehscheiben Europas. Baumgarten wurde im Laufe der Jahrzehnte ein Herzstück der europäischen Gaswirtschaft, wo 2019 45 Mrd. m³ Erdgas durch die Firmen Gas Connect Austria und Trans Austria Gasleitung umgeschlagen wurden.
Schon 1956 wurde sie von der sowjetischen Justiz rehabilitiert. Am 16. März 1994, also posthum, wurde sie auf Basis des russischen „Gesetzes über die Rehabilitierung von Opfern politischer Repressionen“ von allen ihr zur Last gelegten Vorwürfen endgültig freigesprochen.

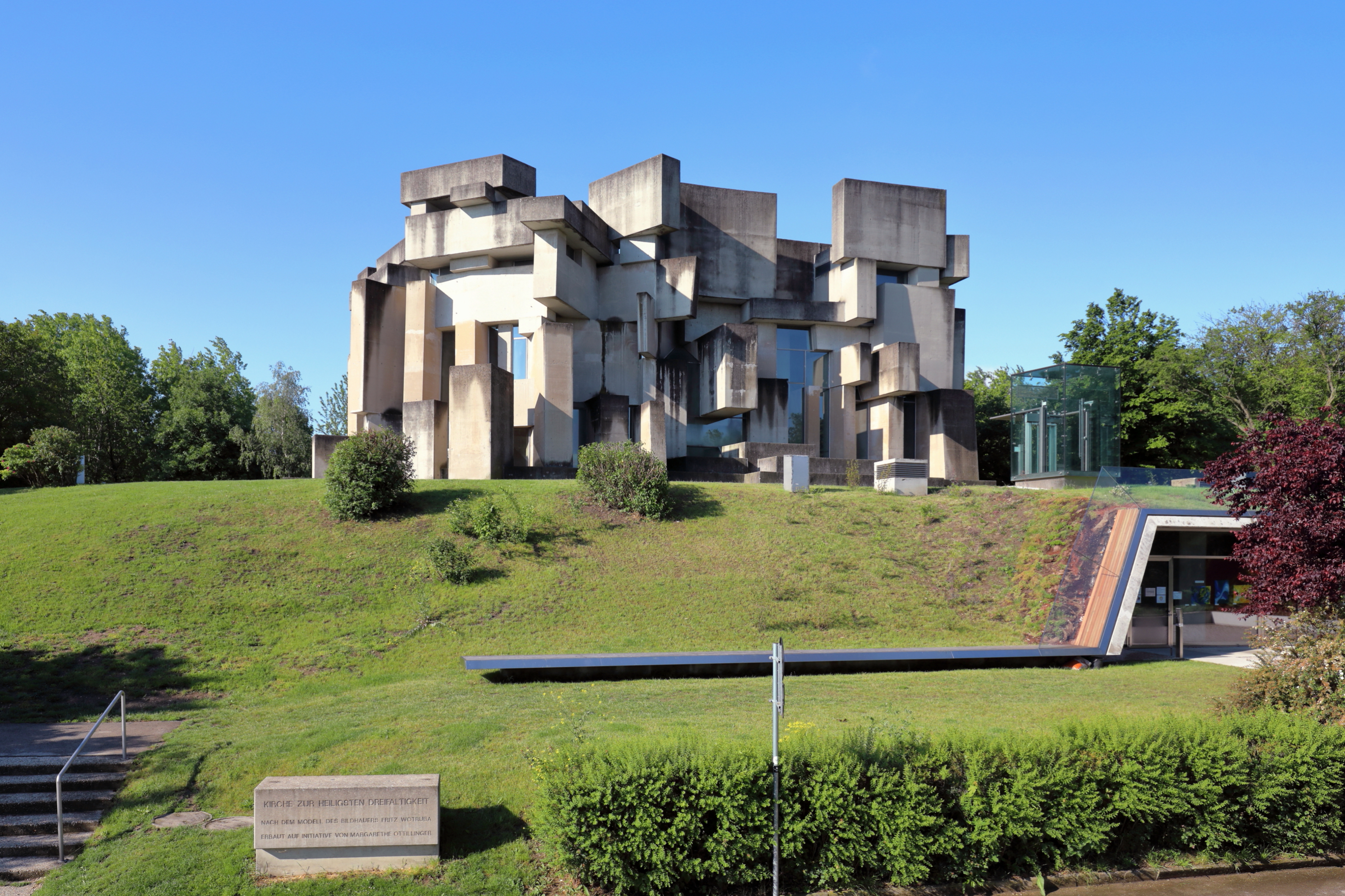
Wotrubakirche am Ottillingerplatz, die aufgrund ihrer Initiative errichtet wurde

Die tiefgläubige Ottillinger trat unter anderem als großzügige Förderin des Baus der sogenannten Wotrubakirche auf. In ihren letzten Jahren trat sie als Terziarin in die Ordensgemeinschaft der Servitinnen ein. Sie wurde am Friedhof Mauer bestattet.
Der Platz vor dieser Kirche in Wien-Liesing (23. Bezirk) wurde im Jahr 2012 (Einweihung am 9. Juni 2013) nach ihr Ottillingerplatz benannt. 2017 wurde nach ihr der Margarete-Ottillinger-Park in Liesing benannt.

## Rezeption und Nachwirken
Das Leben und Wirken wurde im Rahmen einer Universum History-Dokumentation mit Ursula Strauss unter dem Titel Spiel mit dem Feuer – Der Fall Margarethe Ottilinger im Jahr 2015 verfilmt.
Ihrem Leben widmet sich auch das Einpersonenstück Margarethe Ottillinger: Lassen Sie mich arbeiten! im Rahmen des Formats Portraittheater, das am 17. Oktober 2022 im Theater Drachengasse und der Wirtschaftsuniversität Wien Uraufführung feierte. Anita Zieher spielt Margarethe Ottillinger nach Originalzitaten und Texten von Sandra Schüddekopf.